# Alfred Roller

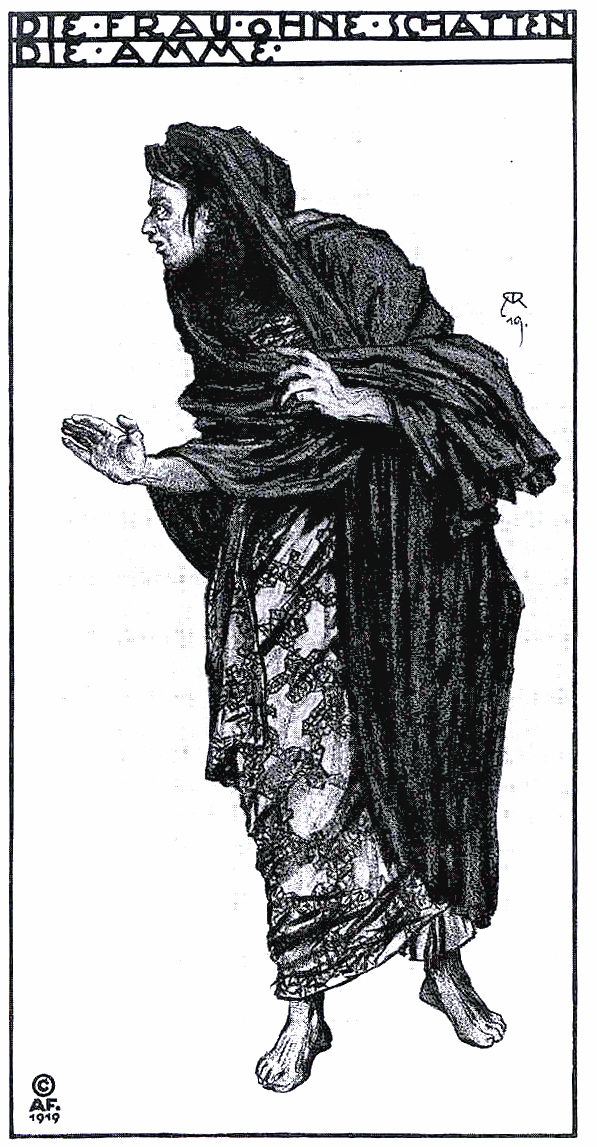
Bocetos para La mujer sin sombra

Alfred Roller (Brno, 2 de octubre de 1864-Viena, 21 de junio de 1935) fue un pintor, arquitecto, escenógrafo, figurinista y artista visual austríaco.

## Biografía
Fue uno de los puntales de la Secesión de Viena - llegó a ser presidente de la asociación - y uno de los reformadores escénicos de la Ópera de Viena bajo la dirección de Gustav Mahler especialmente en las puestas en escena de óperas de Richard Wagner.
Posteriormente trabajó en las primeras producciones de óperas de Richard Strauss como La mujer sin sombra y El caballero de la rosa, cuyos diseños son referenciales para ambas óperas.
A partir de 1929 trabajó con Max Reinhardt, dictando seminarios en su escuela. En 1920 fue uno de los fundadores del Festival de Salzburgo junto a Richard Strauss y Max Reinhardt donde estrenaron Jedermann de Hugo von Hofmannsthal.
En 1934 Hitler, que en 1908 había pretendido ser pupilo de Roller, sin conseguirlo, pidió al artista, ya enfermo, que diseñara el Parsifal del Festival de Bayreuth.